# Топика
Топика (енгл. Topeka) је главни град америчке савезне државе Канзас. Према попису из 2020. у граду је живело 126.587 становника.

## Географија
Топика се налази на надморској висини од 288 m. Налази се на обали Канзаса.

## Демографија
По попису из 2010. године број становника је 127.473, што је 5.096 (4,2%) становника више него 2000. године.
|                   | 2010.            | 2000.            |
| Укупно            | 127 473 (100,0%) | 122 377 (100,0%) |
| Белци             | 88 839 (69,69%)  | 91 869 (75,07%)  |
| Хиспаноамериканци | 17 026 (13,36%)  | 10 847 (8,864%)  |
| Афроамериканци    | 14 423 (11,31%)  | 14 332 (11,71%)  |
| Остали            | 5 468 (4,290%)   | 3 989 (3,260%)   |
| Азијати           | 1 717 (1,347%)   | 1 340 (1,095%)   |